# Another Music in a Different Kitchen
| 전문가 평가                   | 전문가 평가 |
| 평가 점수                     | 평가 점수   |
| 출처                          | 점수        |
| ----------------------------- | ----------- |
| AllMusic                      | [ 2 ]       |
| Classic Rock                  | 10/10       |
| Mojo                          | [ 4 ]       |
| Q                             | [ 5 ]       |
| Record Collector              | [ 6 ]       |
| The Rolling Stone Album Guide | [ 7 ]       |
| Sounds                        | [ 8 ]       |
| Spin Alternative Record Guide | 9/10        |
| Uncut                         | [ 10 ]      |
| Vox                           | 9/10        |

《Another Music in a Different Kitchen》은 영국의 펑크 록 밴드 버즈콕스의 첫 번째 스튜디오 음반이다. 1978년 3월 유나이티드 아티스츠 레코드에 의해 발매되었다. 버즈콕스의 세 번째 라인업으로, 기타리스트 피트 셸리가 오리지널 보컬리스트 하워드 데보토가 탈퇴한 후 베이시스트 가스 스미스가 해고된 후 노래를 불렀다. 이 음반은 1978년 5월 영국 싱글 차트에서 55위에 오른 싱글 〈I Don't Mind〉를 포함한다.

## 커버 아트
소매 디자인은 맬컴 가렛이 맡았다. 오리지널 영국 바이닐 발매는 린더의 이미지가 나타날 앞면 커버에 질 퍼마노프스키의 컬러 사진을 사용하여 검은색 판지 안쪽 소매로 발행되었다. 이후 프레스는 흑백 사진을 대체했다. 초기 몇 천 부는 일치하는 은색 쇼핑백에 과감하게 'PRODUCT'라는 단어와 다른 쪽 카탈로그 번호 "UAG 30159"로 배송되었다. 이렇게 카탈로그 번호를 눈에 띄게 표시하는 것은 버즈콕스의 커버 아트의 공통된 특징이었고, 나중에 팩토리 레코드에서 선택하여 논리적 극단으로 가져갔고, 그들이 생산하는 모든 것이 카탈로그화되었다.

## 구성
첫 번째 프레스는 무심코 셸리와 데보토에게 〈Fast Cars〉의 작곡 크레딧을 주었는데, 이 곡은 《Spiral Scratch》 EP의 〈Boredom〉이라는 곡의 리프를 통합했기 때문이다. 그러나 스티브 디글에 따르면 그는 이 곡의 90%를 작곡했는데, 이 곡은 그가 관련된 자동차 사고를 기반으로 한 개인적인 노래였다.
이 음반은 원래 〈I Need〉라는 곡을 한쪽에 두고 구상되었지만, 테스트 프레스가 이루어진 후, 그룹은 이 곡이 두 번째 쪽에 나와야 한다고 느꼈다. 프레스 공장에서 혼동이 일어났고, 결과적으로, 음반의 일부 초기 사본에는 〈I Need〉가 전혀 포함되지 않았다.

## 곡 목록
| #  | 제목               | 작사·작곡                             | 재생 시간 |
| -- | ------------------ | ------------------------------------- | --------- |
| 1. | 〈Fast Cars〉      | 하워드 데보토, 스티브 디글, 피터 셸리 | 2:26      |
| 2. | 〈No Reply〉       | 셸리                                  | 2:16      |
| 3. | 〈You Tear Me Up〉 | 데보토, 셸리                          | 2:27      |
| 4. | 〈Get on Our Own〉 | 셸리                                  | 2:26      |
| 5. | 〈Love Battery〉   | 데보토, 셸리                          | 2:09      |
| 6. | 〈Sixteen〉        | 셸리                                  | 3:38      |

| #   | 제목                               | 작사·작곡  | 재생 시간 |
| --- | ---------------------------------- | ---------- | --------- |
| 7.  | 〈I Don't Mind〉                   | 셸리       | 2:18      |
| 8.  | 〈Fiction Romance〉                | 셸리       | 4:27      |
| 9.  | 〈Autonomy〉                       | 디글       | 3:43      |
| 10. | 〈I Need〉                         | 디글, 셸리 | 2:43      |
| 11. | 〈Moving Away from the Pulsebeat〉 | 셸리       | 7:06      |